# Alundaälgen

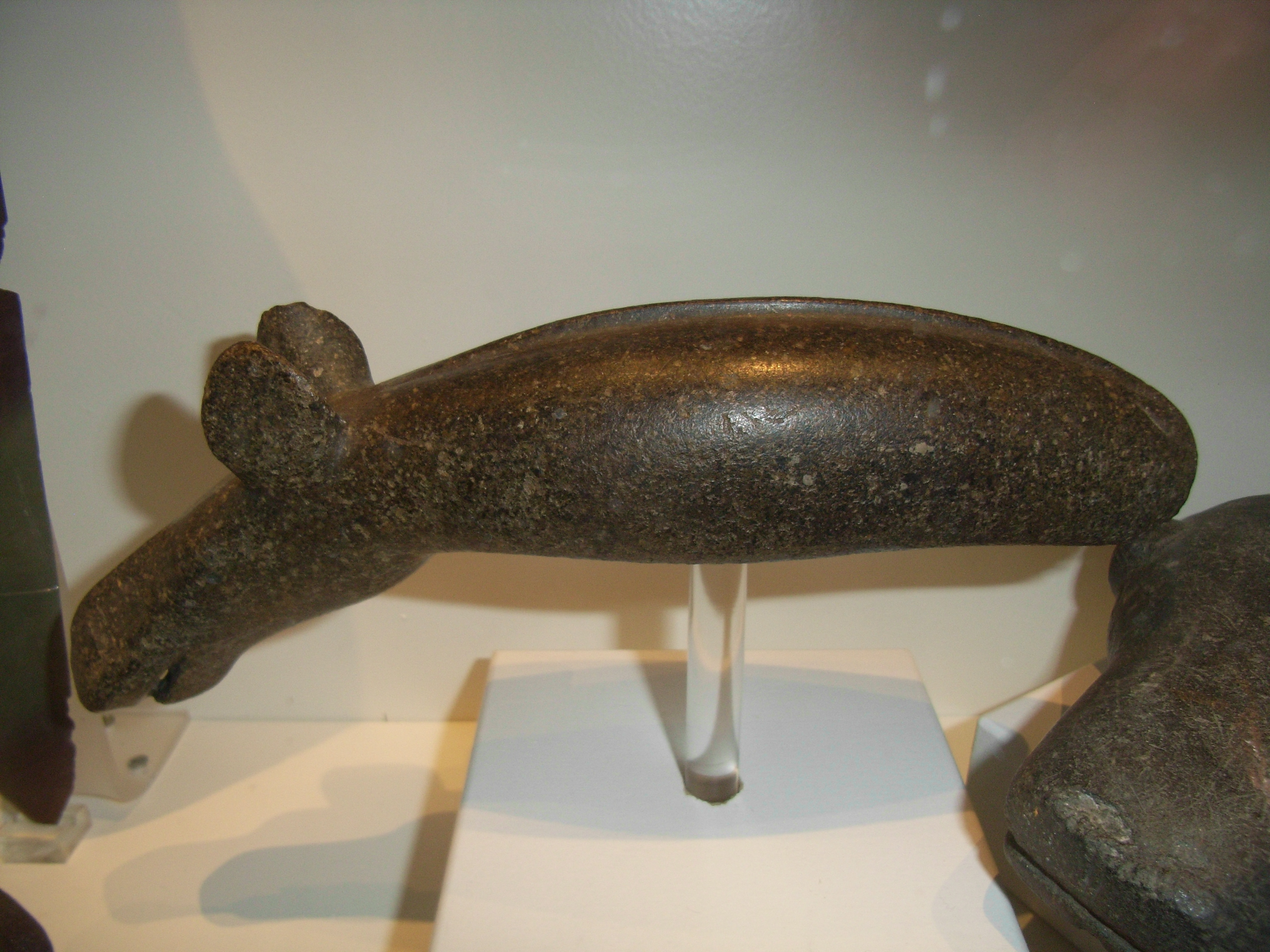
Alundaälgen på Historiska museet

Alundaälgen eller Alundayxan är en stenyxa som påträffades vid dikesgrävning vid Norrlövsta i Alunda socken, Östhammars kommun, Uppland. Alundaälgen anses vara en av den nordiska yngre stenålderns vackraste djurskulpturer och är en ceremoniyxa av grönsten. Dess ena ända är utformad som ett vackert älghuvud. Skulpturen är utförd i en naturtrogen och elegant stil. Yxan har bara haft en symbolisk funktion och har inte använts i strid. Yxan torde komma från Karelen där liknande djuravbildningar är kända.
Stenyxan hittades kort efter midsommar 1910 i samband med att man grävde ett större avloppsdike från Gammelmyren. Fyndplatsen utgjordes av en odling i något sank mark i skogen, en bit från Gammelmyren, på en plats som låg tämligen avsides men relativt nära gården Granlund. Den uppges ha hittats under en konstgjord kulle som var ca 3.5x1.5 m stor samt 0.4-0.5 m hög, liggande i ett lerlager på dennes botten under kullens mitt.
Alundaälgen är idag utställd på Statens historiska museum i Stockholm.